# Diaguitas
Diaguita, voz quechua, es el exónimo impuesto por los incas y divulgado luego por los conquistadores españoles para un conjunto de pueblos independientes que hablaban un idioma común, el cacán. Se ubicaban en el actual noroeste de Argentina —en especial en los valles Calchaquíes— y en el Norte Chico de Chile.
A partir del año 850, se da el desarrollo arqueológico de la cultura santamariana[cita requerida] que se caracterizó por el uso de metales y la alfarería. Los diaguitas opusieron una resistencia inicial a la conquista del Imperio inca, en el marco de la denominada tercera expansión del Imperio incaico y la guerra del Collao, tras la cual entablaron una alianza y se convirtieron en su principal apoyo militar y colonial durante las conquistas de Copiapó, Aconcagua y el actual Noroeste argentino. 
Durante la Guerra civil incaica y la Conquista del Imperio incaico, el débil control del gobierno cusqueño permitió a los diaguitas alcanzar la independencia de facto. Desconocieron la autoridad de Paullu Inca, quien había emprendido la reconquista  de gran parte del Collasuyo junto a Diego de Almagro para la Corona española, y como consecuencia se enfrentaron al Imperio español en las guerras Calchaquíes.

## Diaguitas de Argentina

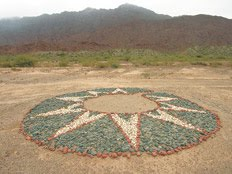
Esta antigua estrella diaguita se halla en Vinchina, La Rioja, noroeste de Argentina.

Hacia el 1480 los diaguitas sufrieron el avance y la conquista del Imperio inca gobernado por Túpac Yupanqui. A partir de ese momento, los diaguitas quedaron incorporados al distrito o suyo más austral del imperio denominado Collasuyo, formándose en sus antiguos territorios provincias o wamanis incaicas para su mejor administración.
La conquista por los incas, que se prolongó durante un siglo, significó un proceso de transculturación con la civilización incaica que les incorporó parte de sus costumbres y modos de vida. Bajo el dominio inca, los diaguitas prosiguieron con lo que antes hacían: construyeron caminos, poblados dedicados a la agricultura y los textiles, asentamientos como almacenes o colcas y refugios o tambos, fortalezas o pucarás pero bajo el dominio incaico estas obras fueron hechas en función de favorecer al núcleo inca en el Cuzco y también santuarios para la religión oficial incaica en las cumbres de las montañas llamadas por los incas (apus) en donde realizaban sacrificios humanos.
Luego de conquistar el Imperio incaico, los conquistadores españoles crearon en sus territorios de América del Sur el Virreinato del Perú, incorporando a los diaguitas en el ámbito territorial de este inmenso virreinato. La primera expedición militar española que llegó a su territorio fue la de Diego de Almagro en 1536. En la Relación de cosas acaecidas en el Perú... atribuida por unos a Cristóbal de Molina y por otros a Bartolomé Segovia, se menciona como los diaguitas enfrentaron a las tropas de Almagro:

... partieron a la provincia de Chicoana, que es los Diaguitas, y como tenían entera noticia de las cosas que los españoles iban haciendo, se alzaron de hecho y no le quisieron salir de paz, antes le hacían mucho daño, de manera que si algún español se desmandaba solo, lo mataban; porque es muy valiente gente la de esta provincia, y le mataron mucha gente de servicio.

La mayor parte de los diaguitas optaron por resistirse a la conquista de la corona española, comenzando así las tres guerras Calchaquíes, que se extendieron desde 1560 hasta 1667. No bien comenzó la conquista, hacia 1561, formaron un gran ejército al mando de Juan Calchaquí aliado del jefe omaguaca Viltipoco logrando rechazar a los invasores hasta Santiago del Estero. Pero en 1665 los conquistadores, que habían fundado varias ciudades a modo de cerco —la fundación de la ciudad de Jujuy cerró tal cerco por el norte—, lograron vencerlos pese a que los españoles encontraron una última resistencia en el nacido español y convertido en caudillo diaguita (o titakin) Pedro Chamijo, pero este y sus guerreros diaguitas terminaron siendo derrotados y Pedro Chamijo (también apellidado Bohorques) fue ejecutado a garrote vil en el Perú tras ser aprisionado por los españoles. Para evitar más rebeliones, los españoles —utilizando una práctica que también habían empleado los incas— dividieron y desarraigaron a los diaguitas. Así, la mayor parte de los integrantes de la tribu de los quilmes, fueron obligados a caminar más de 1200 km desde Tucumán hasta Buenos Aires, a la actual localidad de Quilmes.

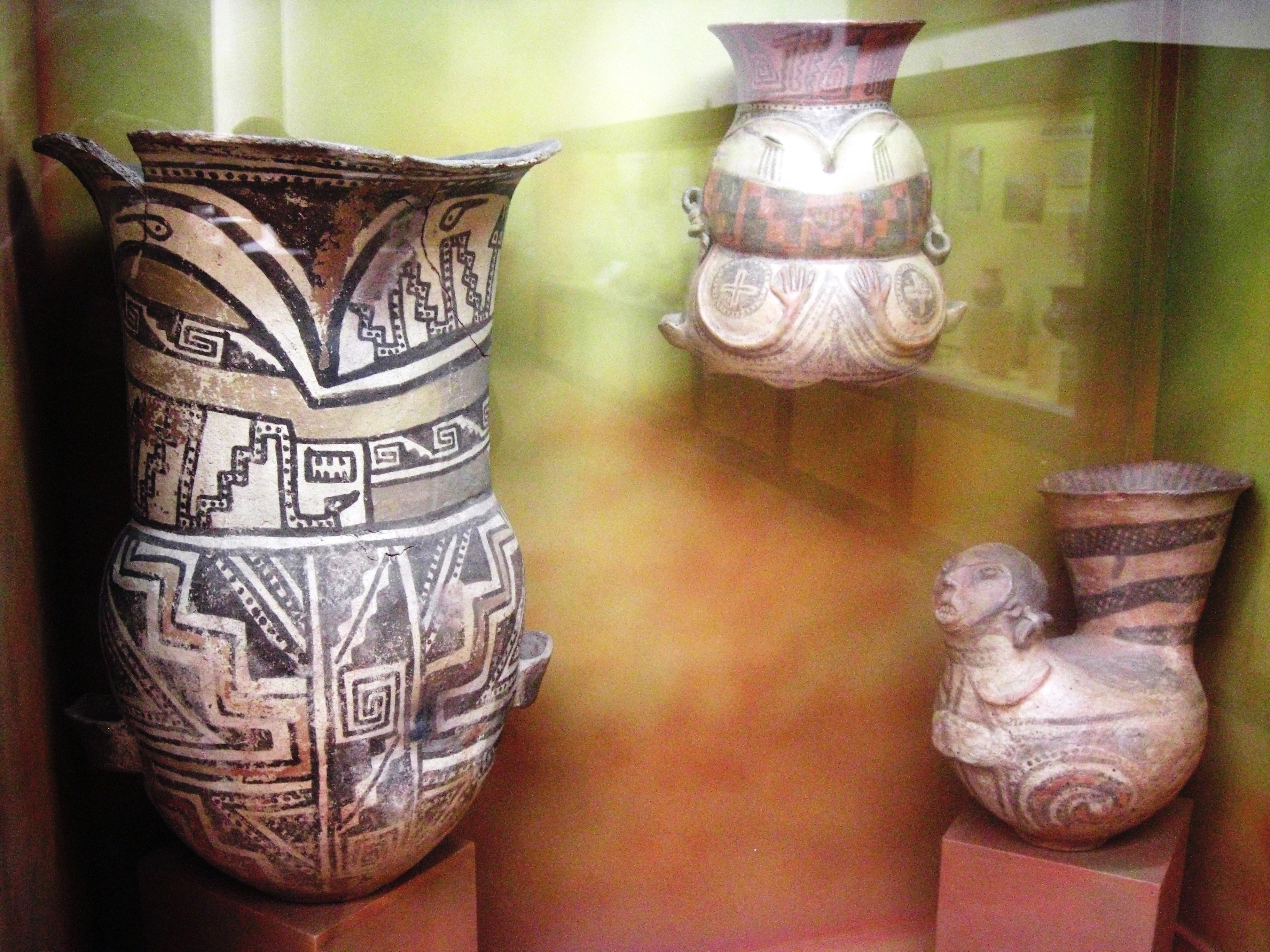
Alfarería de los valles Calchaquíes, en poder del Museo de La Plata.

Algunas parcialidades fueron tratadas con algo más de indulgencia al no haber participado en tal conflicto, tal el caso de los amaicha, los cuales pudieron permanecer en sus territorios ancestrales en el sector de valles Calchaquíes en la provincia de Tucumán.
Otros diaguitas procedentes de los Valles Calchaquíes lograron encontrar refugio en el Chaco Austral haciendo alianza con etnias pampidochaqueñas como las de los abipones y mokovit o mocovíes, esto explica en parte dos cuestiones: los grandes alzamientos chaqueños inmediatos al fin de las Guerras Calchaquíes, uno de tales alzamientos significó la destrucción de la ciudad española de Concepción de Buena Esperanza.
Según el cronista español Mariño de Lovera, la población diaguita había disminuido en forma notable por la resistencia a los conquistadores incas y más tarde a los conquistadores españoles.

### Diaguitas actuales (Argentina)
La Encuesta Complementaria de Pueblos Indígenas (ECPI) 2004-2005, complementaria del Censo Nacional de Población, Hogares y Viviendas 2001 de Argentina, dio como resultado que se reconocieron y/o descienden en primera generación del pueblo diaguita 31 753 personas en Argentina (8180 residiendo en comunidades), de las cuales 14 810 vivían en Catamarca, Salta y Tucumán (7216 residiendo en comunidades); 6138 en Catamarca, Córdoba, La Rioja, Santa Fe y Santiago del Estero; 6217 en la Ciudad de Buenos Aires y 24 partidos del Gran Buenos Aires; y 4588 en el resto del país.
El Censo Nacional de Población de 2010 en Argentina reveló la existencia de 67 410 personas que se autorreconocieron como diaguitas en el país: 14 269 de los cuales, en el Gran Buenos Aires; 13 956 en Tucumán; 9466 en Salta; 5026 en Catamarca; 4835 en el interior de la provincia de Buenos Aires; 4418 en Córdoba; 6664 en la Ciudad de Buenos Aires; 1755 en Santiago del Estero; 1688 en La Rioja; 1616 en la provincia de Santa Fe; 1308 en Mendoza; 1262 en Jujuy; 702 en San Juan; 408 en Chubut; 371 en Santa Cruz; 367 en Tierra del Fuego; 346 en Neuquén; 314 en San Luis; 283 en Chaco y 105 en Corrientes.

### Comunidades
Desde 1995 el Instituto Nacional de Asuntos Indígenas (INAI) comenzó a reconocer personería jurídica mediante inscripción en el Registro Nacional de Comunidades Indígenas (Renaci) a comunidades indígenas de Argentina, entre ellas a comunidades diaguitas:
En Santiago del Estero (pueblo diaguita cacano)
- Departamento Atamisqui:
  - Comunidad Ayllu de Codo (el 17 de diciembre de 2009) incluye a las comunidades de Codo y Toro Uman
  - Comunidad Ayllu de Atamisqui (el 29 de diciembre de 2009) incluye a zona rural de Villa Atamisqui y Cortadera
  - Comunidad Ayllu de Puncu Atun (el 29 de diciembre de 2009) incluye a Puerta Grande y Vinal Pozo
  - Comunidad Indígena Ayllu San Dionisio (el 22 de abril de 2010)
  - Ayllu Ashpa Nokayshpa (el 20 de mayo de 2010) en Puesto de Díaz
  - Comunidad Ayllu Cacán de Mochimo (el 10 de agosto de 2011)

En Tucumán
- Departamento Tafí del Valle (pueblo diaguita calchaquí):
  - Comunidad Indígena de Amaicha del Valle (el 20 de agosto de 1997) (873 familias)
  - Comunidad India Quilmes (el 30 de julio de 2001) (630 familias)
  - Comunidad Indígena del Pueblo Diaguita Kalchakí del Ayllú El Rincón (el 29 de mayo de 2003) (50 familias)
  - Comunidad Indígena La Angostura (el 16 de abril de 2004) (86 familias)
  - Comunidad Indígena de Casas Viejas (el 19 de mayo de 2005) (105 familias)
- Departamento Tafí del Valle (pueblo diaguita):
  - Comunidad Indígena Diaguita El Mollar (el 3 de febrero de 2006) (225 familias)
  - Comunidad Indígena del Pueblo Diaguita del Valle de Tafí (el 8 de agosto de 2006) (450 familias)
  - Comunidad Indígena Diaguita de Amfama (el 30 de diciembre de 2008) (10 familias)
- Departamento Trancas (pueblo diaguita calchaquí):
  - Comunidad Indígena Diaguita Calchaquí Potrero Rodeo Grande (el 25 de septiembre de 2003) (100 familias)
- Departamento Trancas (pueblo diaguita):
  - Comunidad Indígena del Pueblo de Tolombón (el 16 de octubre de 2001) (103 familias)
  - Comunidad Indígena Los Chuschagasta (el 27 de enero de 2011) (84 familias)
  - Comunidad India Colalao (el 27 de enero de 2011) (40 familias)
- Departamento Chicligasta (pueblo diaguita):
  - Comunidad Indígena Solco Yampa (el 15 de abril de 2011) (5 familias)
- Departamento Lules (pueblo diaguita):
  - Comunidad Indígena Diaguita de Mala Mala (el 16 de diciembre de 2009)

En Catamarca
- Departamento Belén (pueblo diaguita calchaquí):
  - Comunidad Morteritos–Las Cuevas (el 28 de mayo de 2007) en el municipio de Villa Vil, cuenta con 246 integrantes.[7]
  - Comunidad Indígena La Angostura (el 7 de junio de 2013), en el Paraje La Angostura, distrito de Villa Mil
- Departamento Santa María (pueblo diaguita calchaquí):
  - Comunidad Originaria Cerro Pintao (el 11 de agosto de 2010)
  - Comunidad Originaria Diaguita Ingamana (el 11 de agosto de 2010)

En La Rioja
- Departamento Coronel Felipe Varela (pueblo diaguita):
  - Comunidad Indígena de Guandacol (el 18 de marzo de 2008)

En Salta
- Departamento de Cachi (pueblo diaguita calchaquí):
  - Comunidad Originaria Diaguita Kallchakí Las Pailas (el 18 de febrero de 2012), en el Paraje Las Pailas del municipio de Cachi
- Departamento de San Carlos (pueblo diaguita calchaquí):
  - Comunidad Indígena Diaguita Calchaquí Pucará Angastaco (el 21 de enero de 2013), en Angastaco
- Departamento de Cafayate (pueblo diaguita calchaquí):
  - Comunidad Diaguita Calchaquí El Divisadero (en el municipio de Cafayate, el 14 de marzo de 2011)
- Departamento Rosario de Lerma (pueblo diaguita calchaquí):
  - Comunidad Diaguita Calchaquí de Rosario de Lerma (en el municipio de Rosario de Lerma, el 14 de marzo de 2011)
- Departamento de San Carlos (pueblo diaguita calchaquí):
  - Comunidad Indígena Condorhuasi (el 23 de diciembre de 2009)
- Departamento Anta (pueblo diaguita calchaquí y lule):
  - Comunidad del Pueblo Indígena en Anta (el 4 de octubre de 1999)

El INAI inscribió la personería jurídica en el Registro Nacional de Organizaciones de Pueblos Indígenas (RE.N.O.P.I.) de:
- Unión Solidaria de Comunidades del Pueblo Diaguita Cacano, perteneciente al pueblo diaguita cacano de la provincia de Santiago del Estero (el 28 de diciembre de 2011).[8]
- Unión de los Pueblos de la Nación Diaguita en Tucumán, perteneciente al pueblo diaguita de la provincia de Tucumán (el 8 de agosto de 2012).[9]

La provincia de Salta reconoció la personería jurídica en el orden provincial a comunidades diaguitas adicionales.
- En el departamento de Cafayate: 
  - Municipio de Cafayate: Comunidad Indígena Suri Diaguita Calchakí (el 7 de septiembre de 2011.
- En el departamento de San Carlos: 
  - Municipio de San Carlos: Comunidad Indígena Jasimana (el 4 de julio de 1991), Comunidad Diaguita Calchaquí Amblayo (el 26 de agosto de 2004), Comunidad Diaguita Calchaquí Inti Huaman de Amblayo (el 8 de octubre de 2013).
  - Municipio de Animaná: Comunidad Indígena Diaguita Calchaquí Animaná (el 11 de noviembre de 2003).
- En el departamento de Molinos: 
  - Municipio de Molinos: Comunidad Indígena Diaguita Calchaquí-Molinos (el 24 de diciembre de 2003), Comunidad Diaguita Calchaquí Cuchiyaco (el 29 de marzo de 2010), Comunidad Diaguita Calchaquí Cabrería (el 19 de mayo de 2010), Comunidad Diaguita Calchaquí La Laguna (el 8 de junio de 2010), Comunidad Diaguita Calchaquí La Aguadita (el 8 de junio de 2010), Comunidad Diaguita Calchaquí Cieneguilla (el 8 de junio de 2010), Comunidad Diaguita Calchaquí Patapampa (el 8 de junio de 2010), Comunidad Diaguita Calchaquí La Puerta (el 8 de junio de 2010), Comunidad Diaguita Calchaquí Duraznal (el 8 de junio de 2010), Comunidad Diaguita Calchaquí Luracatao (el 8 de junio de 2010), Comunidad Diaguita Calchaquí Alumbre y Condohuasi (el 8 de junio de 2010), Comunidad Diaguita Calchaquí El Churcal (el 8 de junio de 2010).
  - Municipio de Seclantás: Comunidad Indígena Diaguita Calchaquí-Seclantás (el 24 de diciembre de 2003).
- En el departamento de Cachi:
  - Municipio de Cachi: Comunidad Originaria La Paya (el 26 de marzo de 2012), Comunidad Las Trancas (el 5 de marzo de 2013).
  - Municipio de Payogasta: Comunidad Diaguita Piul (el 22 de abril de 2013).
- En el departamento La Poma:
  - Municipio de La Poma: Comunidad La Unión de Diaguitas y Calchaquíes-El Rodeo (el 30 de noviembre de 2006), Comunidad Diaguita San Miguel (el 11 de febrero de 2011).
- En el departamento de Chicoana:
  - Municipio de Chicoana: Comunidad Indígena de Potrero Díaz (el 8 de julio de 2009).

Desde 2009 la provincia de Santa Fe comenzó a registrar a las comunidades indígenas en el Registro Especial de Comunidades Aborígenes de la Provincia de Santa Fe (RECA) del Instituto Provincial de Aborígenes Santafesinos, reconociéndoles en el ámbito provincial la personería jurídica, entre ellas a una comunidad diaguita olongasta:
En la provincia de Santa Fe (pueblo diaguita olongasta)
- Comunidad Olongasta Cacique Yungulo (en la ciudad de San José del Rincón del departamento La Capital, el 26 de noviembre de 2015)

En la provincia de Tucumán sin personería jurídica nacional se hallan además las comunidades:
- En el departamento Trancas:
  - Hualinchay (40 familias).
  - Ancajuli (15 familias).

Otras comunidades (ayllus) sin personería jurídica nacional en la provincia de Santiago del Estero de la parcialidad diaguita cacano son:
- En el departamento Atamisqui:
  - Ayllu Tukuy Sujllayaj, incluye a Mollares y Píruas.
  - Ayllu Taa Ayllus Kuska, incluye a Saucíoj, San Dionisio, Medellín, Simbol Pampa y El Dorado.
  - Ayllu Ashpa Nockayshpa Sapym Tulúm Tulúmanta, incluye a Tulún Tulún y Puesto de Rosario.
  - Ayllu de Ancocha, incluye Ancocha, Banderita, Loma Puñuna, San José Norte y San José Sur.
  - Ayllu Yacu Chiri, incluye Yacu Chiri y Tasigasta.
  - Ayllu Cacán Ashpa Sumaj, incluye Juanillo, Umamaj, Los Toloza, Los Peralta y Totora.
- En el departamento Avellaneda:
  - Ayllu Kemikuy, incluye Hornillos y Cortadera
- En el departamento Loreto:
  - Ayllu Cacán Ashca Caycu, incluye Santa Rosa, Ayuncha, La Revancha, Tío Pozo, Esquina Pozo, Diente del Arado, Taco Ralo y Ternera Huatana.

En la Provincia de Catamarca:
Comunidad Originaria Diaguita Anconquija
Comunidad Originaria Alto Valle del Cajon
Comunidad Indígena La Quebrada
Comunidad Indígena Toro Yaco
Comunidad Indígena Famabalasto
Comunidad Indígena Los Nacimientos
Comunidad Indígena La Hoyada

## Diaguitas de Chile

Distribución de los pueblos prehispánicos de Chile.

Bandera utilizada por comunidades diaguitas en Chile.

Se da el nombre de diaguitas o diaguitas chilenos a los portadores de una cultura agroalfarera de las actuales regiones de Atacama y Coquimbo que podrían haber llegado desde el este de los Andes alrededor de los siglos V y VI, es posible que con la invasión violenta de los territorios del Complejo Las Ánimas según consta en vestigios de una fortaleza en los cerros cercanos del poblado de El Molle. Los "Ánimas" sucumbieron ante los diaguitas, adueñándose de sus territorios, mezclándose en los siglos siguientes con ellos y su cultura. Se distribuyeron en un área entre los paralelos 27° S (límite septentrional aproximado) y el 32° S (límite austral aproximado), poblando los valles de Copiapó, Huasco, Elqui, Limarí y Choapa. Limitando al norte con los atacameños y al sur con los picunches. Durante el siglo XII los diaguitas son influenciados por la cultura chincha, esto implicó variaciones en su religión, arte y tradiciones conformándose una nueva etapa llamada "Clásica" o "Fase II".
La vida diaguita se mantuvo estable hasta la llegada de las tropas del Imperio incaico de Túpac Yupanqui, en 1470, bajo el mando del general Sinchi Roca, quien tenía a disposición 10 000 hombres, según lo comentado por el Inca Garcilaso. La conquista no se realizó de norte a sur como fuese lo esperable, las cerámicas incaicas encontradas en los valles de Elqui y de Limarí, anteriores a las encontradas en Copiapó, hacen suponer que los incas cruzaron desde Tucumán hacia estos valles y desde ahí expandió sus conquistas hacia los valles aledaños. La ausencia de estructuras defensivas, pucarás y el rápido cambio estilístico de las cerámicas locales hacia estilos propios del Cuzco hacen creer que la invasión incaica no tuvo mucha resistencia. La presencia de ciertas cerámicas (vasijas pakcha) destinadas para ritos exclusivos incaicos y otras vasijas destinadas a los jefes locales de claro diseño cuzqueño hacen suponer una fuerte alianza política entre ambos pueblos. Por medio de esta alianza los diaguitas tuvieron una situación de privilegio en el Collasuyu, se cree que muchos de ellos formaron parte de las huestes incas que conquistaron parte del territorio chileno y parte de Argentina. Junto a los incas, la influencia de la cultura diaguita se expandió hasta el límite norte de la cultura Copiapó y hasta el valle del Mapocho en el sur, límite de la Cultura Aconcagua. Esta aculturación diaguita-inka conforma un nuevo periodo llamado "Fase III". Es durante este nuevo periodo cuando el Imperio inca designa un Apunchic llamado "Anien" en el "Wamani de Coquimbo", instalándose en el valle del mismo nombre, posiblemente en el actual poblado de Altovalsol. Se observa en este valle la característica andina de subdividir el territorio en dos mitades o "sayas", llamadas Hanansaya y Hurinsaya. Los límites del "wamani de Coquimbo", que tenía un claro origen diaguita, abarcaban desde el Valle de Copiapó por el norte hasta el valle del Mapocho por el sur.
Estos sucesivos aportes e intercambios comerciales de población originaron la etnia diaguita, que se convirtió en el pueblo prehispánico más avanzado de Chile y que existió entre los siglos X y XVI.
Con la llegada de los españoles y la Conquista de Chile se estableció la encomienda y la población mermó de manera sustancial. Se calcula que en el periodo de dominación incaica la población alcanzaba el número de 30 000 habitantes. En la fundación de la ciudad de La Serena (1544), Juan Bohón relataba «[que] desde el Valle de Conconcagua hasta Copayapo no hay 3000 indios»; a finales del siglo XVI se podían contar solo 1200. Posteriormente al levantamiento indígena de 1549 que quemó la recién fundada ciudad de La Serena, los últimos rasgos de la cultura diaguita desaparecieron, dejando sólo las cerámicas y los cementerios como huellas de su paso por el Norte Chico.
El idioma diaguita es desconocido. Gerónimo de Bibar, quien llegó con los conquistadores españoles, describió en sus crónicas que cada valle tenía «una lengua de por sí». Rodolfo Schuller acuñó la hipótesis de que este idioma sería el cacán, hipótesis muy difícil de comprobar. La toponimia del territorio diaguita está ocupada en su mayoría por nombres provenientes de otras culturas: quechuas, picunches o españoles.
En la actualidad, la comunidad Huascoaltina, de los sectores cordilleranos del río Huasco, han revitalizado el reconocimiento a esta etnia, logrado la aceptación de tal condición por el Congreso de Chile; sin embargo, en el ambiente académico hay dudas sobre si esta comunidad presenta una real herencia diaguita, puesto que la mayoría de la etnia vivía en los valles de Elqui, Limarí y Choapa.

## Cultura diaguita

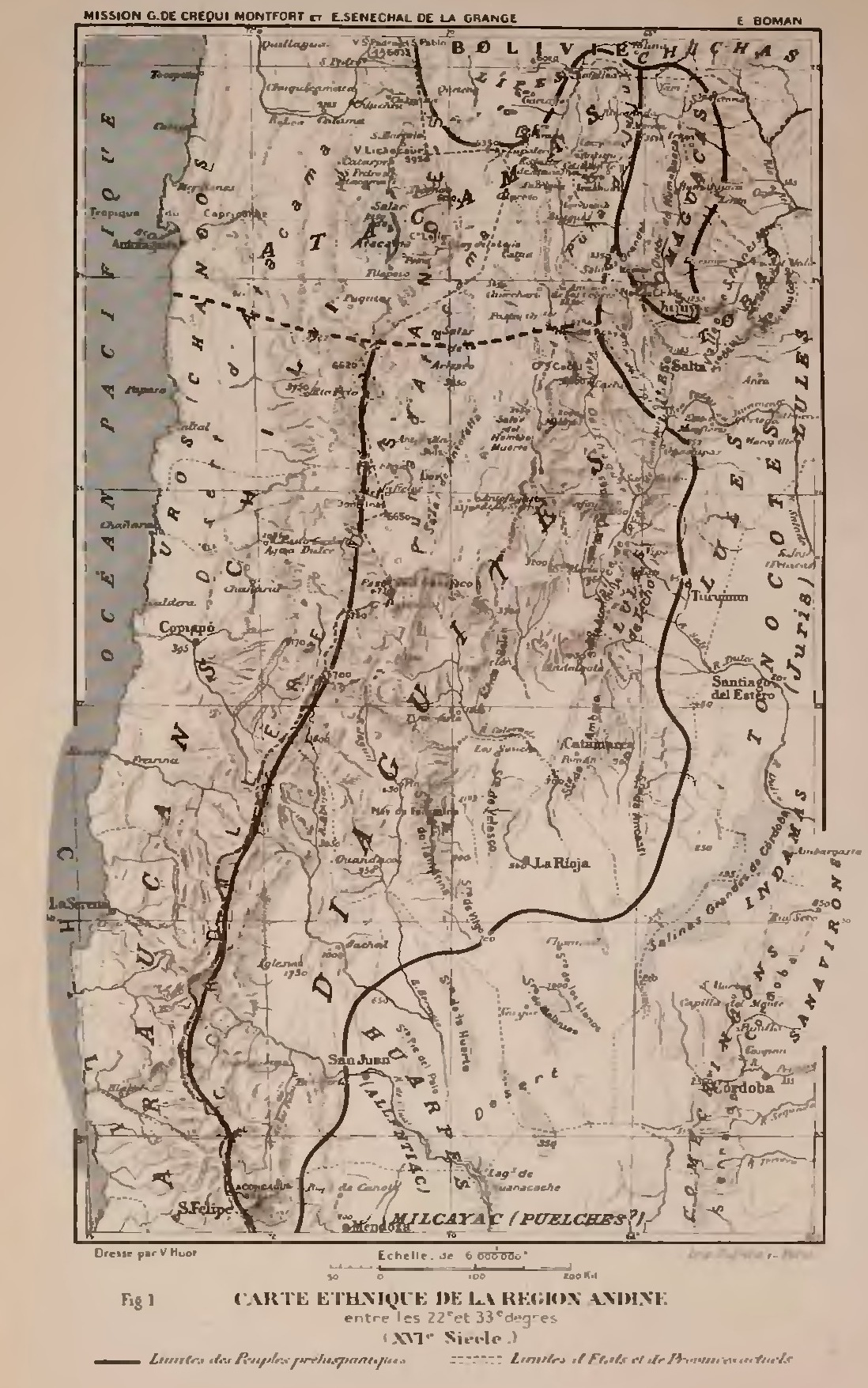
Carta étnica de la Región Andina, realizada por el etnógrafo Eric Boman (1908).

Los orígenes de los diaguitas difieren de los pueblos andinos ya que los diaguitas tienen linajes huárpidos, pámpidos y andinos.[cita requerida]
Si bien la cultura diaguita se corresponde con la arqueológica llamada cultura santamariana o cultura de Santa María —cerca del 850 al 1480— e incluso hasta 1570, al menos a partir de la conquista por el Imperio Inca recibieron de este un importante influjo cultural que se evidencia en lo religioso y estilos de cerámica, entre otros, desde los Andes Centrales, es decir, desde la región andina ubicada entre los 20° S y la línea del ecuador.
Aunque de culturas muy similares, por algunos rasgos, en especial lingüísticos, muchos etnógrafos hacen una separación de los diaguitas respecto a los atacamas (o alpatamas de lengua cunza, emparentada a la lickan-antay, habitantes del Altiplano), los humahuaca u omaguacas, los lipe, los capayán (habitantes del sureste de La Rioja y norte de San Juan) y los olongastas (habitantes del sudeste de la provincia de La Rioja, el oeste de la provincia de Santiago del Estero y extremo noroeste de la provincia de Córdoba), se habla también de los tomatas, quienes fueron naturales de centro-norte de Chile y, que migraron antes de la existencia del Imperio incaico —posiblemente migraron junto a otras tribus de los valles del centro de Chile— y habitaron los valles altos de Tarija, estos acogieron y se influenciaron con las diversas culturas de las ramas guaraníes.

### Idioma
El idioma de los diaguitas calchaquíes era el cacán, que las fuentes también llaman kakán, kaká, caca, kaka y chaka. Esta es una lengua casi extinta, de la que se conservan topónimos y apellidos del Noroeste de Argentina, el Norte Chico de Chile y al suroeste de Bolivia zonas de Sud Chichas;[cita requerida] y también al sursureste, de forma completamente castellanizada en el departamento de Tarija.
Se hablaba en los Valles Calchaquíes de las actuales Salta y Tucumán, toda Catamarca, gran parte de La Rioja, parte oeste de Santiago del Estero (la sierra y el río Dulce) y norte de San Juan (río Bermejo, Valle de Jáchal y Valle Fértil) y, en mucha menor medida, por los olongasta en el extremo noroeste de Córdoba.
En Argentina los diaguitas han persistido con dos identidades culturales: la llamada «diaguita-calchaquí» y la kolla —que aunque con la misma etimología es distinta de la colla boliviana—. Los collas o coyas argentinos son una fusión de calchaquíes, quechuas, aimaras, capayanes y chichas muy transculturados por la invasión inca del siglo XV, eso explica que sus idiomas originales (kunza de los atacameños, y cacán de los diaguitas) hayan desaparecido.
Los sacerdotes Alonso de Barzana y Pedro Añasco compusieron hacia 1590 preceptos gramaticales y vocabularios; Barzana también escribió doctrina cristiana, catecismo, homilías, sermones, confesionarios y plegarias en cacán, pero nunca llegaron a ser publicados. Otros sacerdotes (Hernando de Torre Blanca y Diego de Sotelo) también conocieron esta lengua.
Existe un documento en donde alguien afirma haber tenido conocimiento directo de la existencia de la lengua kakán, que es la carta del Padre Alonso de Barzana de la Compañía de Jesús a su provincial, fechada en Asunción del Paraguay en 1594.
El mismo sacerdote en una carta al padre Juan Sebastián, del 8 de septiembre de 1594, escribió:

La caca usan todos los diaguitas y todo el valle de Calchaquí y el valle de Catamarca y gran parte de la conquista de la Nueva Rioja y los pueblos casi todos que sirven a San Tiago, así [como a ] los poblados en el río del Estero como otros muchos que están en la sierra.

Algunos estudiosos afirman que los pazioca y diaguitas en general hablaban dialectos del quechua sin embargo, estudiosos como Ricardo L. J. Nardi, no están de acuerdo con esto y la consideran una lengua diferente.
No hay datos de la lengua que hablaban los diaguitas de Chile en el siglo XVI, pero un cronista español afirmó que las diferencias lingüísticas entre los indígenas de esos valles eran como las diferencias que existían en el euskera "de vizcaínos y navarros".
A partir de 1634 se ordenó la obligatoriedad del castellano en la iglesia y el gobierno. En 1770, una Real Cédula ordenó que se pusieran en práctica medios para conseguir que se extinguieran los diferentes idiomas indígenas y que sólo se hablara castellano, lo que aceleró su extinción. Más tarde, el desprecio del nuevo gobierno argentino independiente por las lenguas indígenas en su territorio hizo que ni siquiera se cuente con datos sobre sus hablantes en el siglo XIX.
Sólo se les atribuyen origen cacán a apellidos y toponimia local (nombres de lugares), como
- Lugares: Antofagasta, Chalingasta, Elqui, Sotaquí, Toconao, Combarbalá, etcétera.
- Apellidos: Albayay, Campillay, Talinay, Tamblay, Chavilca, Tamango, Taritolay, Huanchicay, Sulantay, Zulantay, Liquitay, etcétera.
- En fechas recientes, antropólogos y lingüistas han contactado con habitantes del NOA que guardaban elementos lingüísticos del kakan.[15]

### Sociedad
Las comunidades de los diaguitas eran gobernadas por un jefe político y militar. Pero para heredar el cargo, no bastaba con ser el hijo del jefe: el heredero debía demostrar que tenía condiciones para mandar, de este modo a la llegada de los españoles, el territorio diaguita se encontraba dividido en jefaturas. El jefe era polígamo, pero el resto de la población era monogámica. No había clase sacerdotal, como sí la había entre los quechuas o incas. Aunque cada pueblo tenía un sacerdote "chamánico" que se encargaba de los ritos, las ceremonias religiosas y la salud de la población. La organización sociopolítica de los diaguitas estaba basada en un sistema dual. Cada valle era concebido como una unidad integrada por dos partes: el sector alto y el sector bajo de cada valle. Existía una clara relación entre la organización del espacio territorial y el control político ejercido, donde cada uno de estos sectores era gobernado por un jefe o señor, considerado un simbólico hermano del jefe de la otra mitad.

#### Parcialidades
En el siglo XVI, los diaguitas se encontraban divididos en tribus o parcialidades las cuales muchas veces llevaban el nombre de su linaje principal, linaje que ejercía el señorío. Los grupos que aparecen mencionados por diferentes autores y cronistas son:
abaucanes
aconquijas
aimogastas
amaichas
ambargastas
anchapa
andalgalás
anguinahao
autigastas
belichas
calchaquíes
casminchango
chilis
choyanos
coipe
collagastas (colalao)
colpeños
culampajaos
fiambalaos
guandacoles
hualfines
huasanes
huaschaschis
huatungastas
ingamanas (incamanas o encamanas)
kilme (quilmes)
mayupucas
motimogastas
mutquines
olongastas
ovantas
palcipas (paccipas)
paquilin
pituiles
polcos
pomanes
pulares
sahuiles (saujiles)
sijanes
sitguagastas
taji
tinogastas
tocpo
malatura
tolombones
tucumangastas (tucumanahos)
upingascha
wamatinaj (famatinas o famaifiles)
yocaviles
Al este de los Andes, es decir en el actual noroeste argentino, cobraron fama las siguientes parcialidades paziocas (llamadas diaguitas):
- Amaichas
- Calchaquíes
- Hualfines
- Olongastas
- Quilmes
- Tolombones
- Yacampis

En la región al oeste de los Andes se habla de los:
- Chili (nombre acaso dado por los aimara).
- Copiapó o Copiapoes
- Huasco o Guasco

Y se supone oeste andino el origen de los kilme (quilmes).

#### Organización
Antes de la invasión incaica, los diaguitas se establecían en pequeñas aldeas, cada cual era independiente de la otra, por lo que cada una poseía un jefe. Posterior a la llegada de los incas los valles fueron divididos en dos señoríos o sectores llamados "saya", "Hanansaya" o sector de arriba y "Hurinsaya" o Sector de abajo bajo el mandato de un curaca designado por los incas.

### Vivienda
Las formas de las viviendas de los diaguitas iban de lo rectangular a lo cuadrangular. Se componían de varias habitaciones comunicadas entre sí, con angostas puertas para su salida al exterior. Utilizaron, en su construcción, el método pirca (muro bajo realizado con una superposición de piedras lajas) el techo, a dos aguas, era de paja o torta (mezcla de paja, ramas y barro).
Desarrollaban sus actividades en poblados como Quilmes, La Paya, Tolombón, los que tenían un espacio fortificado pucará para defenderse de los ataques. Un pueblo sedentario, organizado en tribus o clanes ayllu construidos por varias familias regidos por un jefe curaca, que podía tener más de una esposa según su condición económica.

### Agricultura
El jefe diaguita repartía las tierras y organizaba la construcción y el cuidado de las terrazas de cultivo en las laderas de las montañas. Se trabajaba la tierra en común y se guardaba parte de la cosecha en los depósitos comunales. Cultivaban el maíz, fruto que constituía la base de su alimentación, el zapallo, la quinua, la kiwicha, los porotos, los ajíes y la papa (patata) y recolectaban frutos silvestres, como los del algarrobo, chañar, y copao, además de algodón para elaborar los trajes. Con el «taco» o algarrobo criollo, los diaguitas cubrían varias de sus necesidades básicas. Usaban la madera como leña o para la fabricación de enseres; de la corteza y de la raíz obtenían tinta para teñir lanas y telas, y de sus frutos hacían harina para cocinar un pan llamado patay. También preparaban la bebida aloja, parecida a la cerveza o la refrescante añapa.
Para asegurar el riego de sus cultivos elaboraron una serie de canales de regadío aunque no desarrollaron técnicas de regadío tan complejas como los atacameños. La papa y la quínoa eran sembradas en las zonas más altas, en terrazas y andenes de cultivo.

### Ganadería
Los diaguitas practicaron la ganadería de tipo trashumante. Criaban llamas, alpacas y tarucas, sobre todo en las zonas altas y frías. La mayor parte del año se dedicaban a la ganadería, pastoreo de auquénidos, de los cuales obtenían carne (la cual era secada al sol para obtener charqui, un tipo de carne deshidratada), lana y huesos que usaban en la confección de herramientas, también eran usados para el transporte de carga. El pastoreo era realizado casi todo el año en las orillas del valle y en verano, al retirarse las nieves, solían ocupar los pastizales cordilleranos.
El mar proveía de una buena parte de la dieta habitual de los diaguitas de Chile, mariscos, peces y mamíferos marinos formaban parte de la alimentación habitual. Desarrollaron balsas de cuero de lobo marino para incursionar mar adentro y poder cazar peces mayores e incluso ballenas.
La zona donde habitaban es casi un desierto. Los estudios de Ana María Lorandi, sobre los paziocas, entre otros revelan que los muy áridos, cuando no desérticos, territorios que poblaron los paziocas eran, hasta casi el 1600, zonas fértiles en gran parte pobladas por bosques de "algarrobo" (Prosopis nigra), parte importante de la desertización fue consecuencia inmediata de la invasión de los españoles que talaron o incendiaron las tierras para hambrear a los paziocas, una vez derrotados estos pueblos originarios, en segundo lugar los conquistadores introdujeron en masa caprinos y ovinos que, llevados a una práctica de sobrepastoreo en el transcurso de dos siglos, transformaron los vergeles en eriales.

### Alfarería y metales
Los diaguitas eran diestros alfareros. Cada familia fabricaba sus ollas, cántaros y vasijas. Además, había artesanos especializados que realizaban, por ejemplo, las urnas funerarias donde los diaguitas enterraban a sus muertos. Algunas de estas urnas decoradas se han conservado y son expuestas en museos, en la zona chilena su cerámica recibió influjos culturales procedentes de culturas que habitaron el actual litoral al norte de la región, por este motivo su cerámica suele tener formas antropomorfas y zoomorfas ("ánforas-pato", etc.).
El Museo Arqueológico Inca Huasi de La Rioja guarda piezas excepcionales de cerámica diaguita. Fue construido por fray Bernardino Gómez en 1926 y es uno de los más importantes de Latinoamérica en su especialidad, al igual que el Museo "Eric Boman" (en honor al arqueólogo sueco Eric Boman) en la ciudad de Santa María, en Catamarca y el Museo Arqueológico Adán Quiroga, en la capital de Catamarca, que posee una las colecciones más importantes de vestigios arqueológicas del país.
Practicaron un activo comercio con los indígenas de la costa y del interior. Confeccionaron de piedra puntas de flecha, boleadoras, raspadores, cuchillos, etc. Trabajaron el cobre y el bronce aunque de oro y plata se han encontrado muy pocos objetos.

#### Cerámicas y metalurgia de los diaguitas en Chile
La característica más relevante del pueblo diaguita es su cerámica, una de las más variadas, delicadas, imaginativas y elaboradas de Chile. Ella constituía su rasgo más notable,los usos que se le daban eran ceremoniales y utilitarios. El desarrollo de la alfarería ha llevado a la clasificación en etapas:

##### Diaguita I o “transición”
En su mayoría son escudillas (platos semiesféricos achatados) con líneas y figuras geométricas por los lados, desde simples escalas rojo-negro a rojas y negro sobre fondo blanco, divididas por una figura antropomorfa o zoomorfa. Se observan rasgos del Complejo Las Ánimas presentes en esta primera fase de transición. En esta fase y en la II aparecen los jarros patos y jarros zapatos. Vasijas asimétricas cuya forma recuerda a un pato. La metalurgia es simple y escasa.

##### Diaguita II o “clásica”
Platos con borde cilíndrico ascendente, el cual puede abrirse a medida que aumenta la altura. Al centro de este cilindro suele ir dibujado un felino cuya boca es destacada mediante un relieve, la cola también es destacada de la misma manera.

##### Diaguita III o “diaguita-inca”

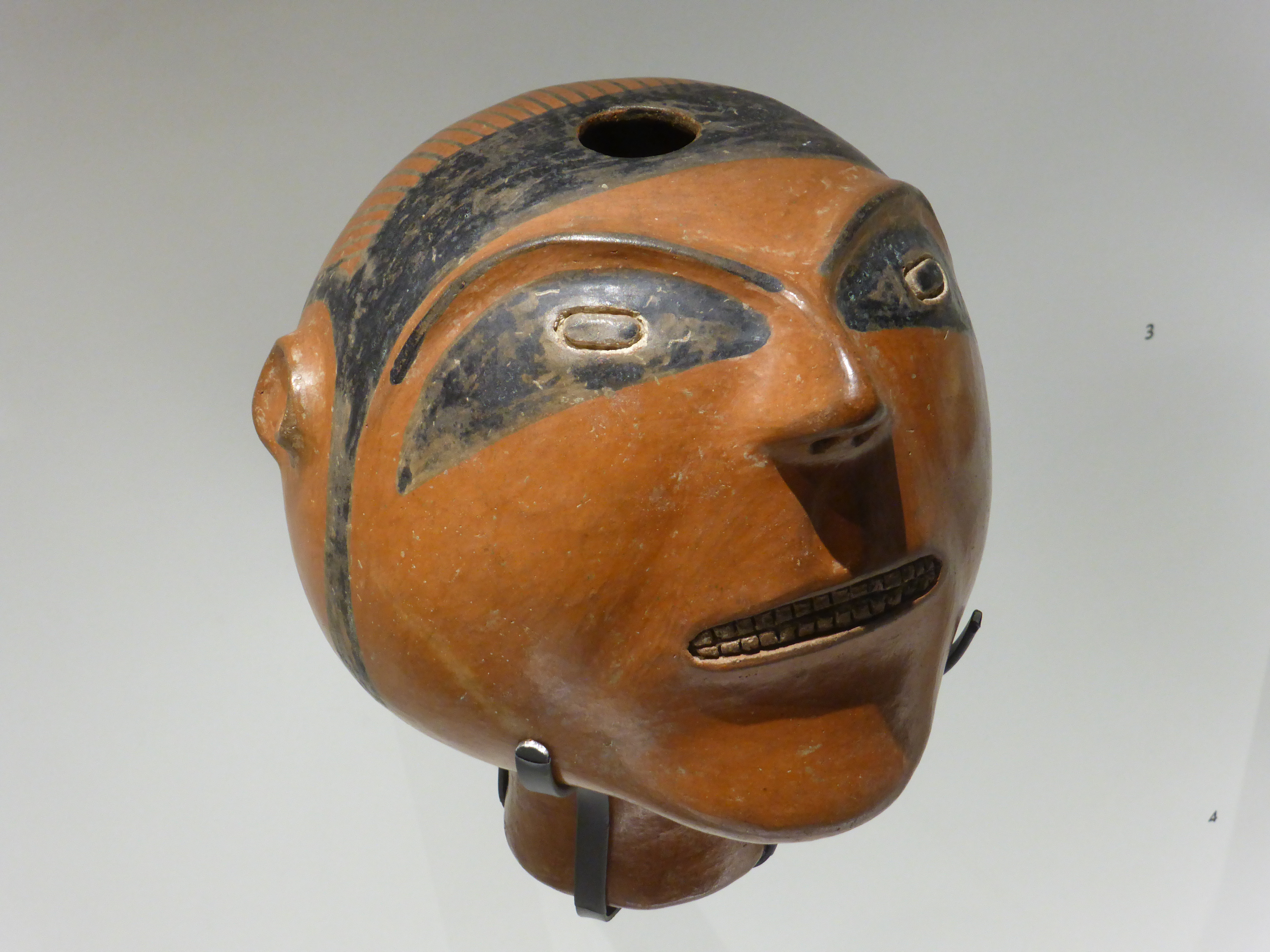
Recipiente ceremonial en forma de cabeza con rasgos oculares del cernícalo diaguita. Época imperio inca. Museo del Limarí.

Esta etapa describe la fusión entre las culturas diaguita e incaica. Las figuras suelen estar distribuidas en uno o dos ejes, divididas en dos o cuatro sectores bien definidos. En los diseños aparecen los triángulos, reticulados y “tableros de ajedrez”, los jarros de asa vertical, aríbalos y otros diseños. Los entierros eran acompañados por cerámicas elaboradas con diseños locales y con diseños incas, pero casi todas elaboradas en los Valles, solo en casos emblemáticos eran enterrados con cerámicas provenientes del Cuzco. La metalurgia se enriquece con aportes andinos como cinceles, tumis (cuchillos semilunares) y topus (prendedores), por lo general, de cobre o bronce, el oro resulta muy escaso y asociados a adornos trasportados al Cuzco.

### Religión
Las cerámicas duales de los diaguitas apuntan hacia la creencia de la existencia de dos mundos en las cuales los chamanes son el nexo. En la mitología diaguita transculturada tras la invasión inca, entre las divinidades y seres mitológicos más importantes, se encuentran al Llastay o Coquena, la Yacurmana, el Pujllay o Pusllay, Huayrapuca; además del Chiqui (que simboliza a la mala suerte) que es una deidad del territorio del Perú, que se arraigó entre los diaguita-calchaquíes; y de Inti y Pachamama, cuyos cultos fueron impuestos por el Imperio Inca.

### Mitología
Las tradiciones indígenas diaguitas describen a la Pachamama como una mujer de baja estatura, de grandes pies y sombrero alón; madre de los cerros y de los hombres, toda la naturaleza es su templo. A sus altares se les llama "Apacheta", montículos de piedra ubicados a los lados del camino —en Amaicha del Valle, Tucumán, en el medio de la plaza existe una—. La leyenda dice que la Pachamama es acompañada por un séquito integrado por el Pujllay (deidad que preside el carnaval), el Llajtay (dios de las aves y genio protector masculino) y la Ñusta (doncella del Imperio incaico a quien se la emparenta con la Virgen del Socavón).
Para el 1 de agosto, en todo el noroeste de Argentina, se entierra en un lugar cerca de la casa una olla de barro con comida cocida. También se pone coca, yicta, alcohol, vino, cigarros y chicha para carar (alimentar) a la Pachamama. Ese día hay que ponerse unos cordones de hilo blanco y negro, confeccionados con lana de llama, hilando hacia la izquierda. Estos cordones se atan en los tobillos, las muñecas y el cuello, para evitar el castigo de la Pachamama.
A esta deidad se le rinde periódica pleitesía mediante el acto ritual denominado Challa, en afán de reparar con este rito la acción humana de hollar en su seno, al tiempo que se agradece los bienes que ofrece para nuestro sustento o las riquezas que guardaba en su seno, pidiéndole que no deje de favorecernos. Mediante la voz de ¡Pachamama kusiya! los kollas hacen sus ofrendas. Esta es su oración a la Madre Tierra.
La Pachamama es, por lo tanto, la diosa femenina de la tierra y la fertilidad; una divinidad agrícola benigna concebida como la madre que nutre, protege y sustenta a los seres humanos. La Pachamama vendría a ser la diosa de la agricultura comunal, fundamento de toda civilización y el estado andino.

### Leyendas

#### Los Pétalos de la Rodocrosita
Tras largos días y noches de andar, el chasqui alcanzó el último tramo del camino que conducía a la morada del rey Inca. Llevaba una singular ofrenda destinada al gobernante: tres gotas de sangre petrificadas, el precioso hallazgo fue recibido con mucha emotividad.
En el Lago Titicaca, en tiempos pasados, se había construido el templo de las acllas: las vírgenes sacerdotisas del Inti. En ese sitio, cada año, se encontraban el sol y la luna para fecundar los sembrados y asistir a la sagrada elección de quien heredaría la responsabilidad de perpetuar la sangre incaica.
Un día el invencible guerrero Tupac Canqui se atrevió a ingresar al sagrado templo, desafiando la tradición incaica. Desde el momento en que descubrió a la bella ñusta aclla, nació su amor por ella.
La sacerdotisa lo correspondió, consciente de ignorar las restricciones del Tawantinsuyo para las elegidas. Juntos, escaparon hacia el sur, buscando proteger el vientre de la aclla lleno de vida.
El poder imperial bramó y destinó infortunados grupos armados a castigar a los culpables de la transgresión. Tupac Canquí y la ñusta aclla se instalaron cerca del salar de Pipando, donde tuvieron muchos hijos descendientes de los aymarás, que fundaron el pueblo diaguita.
Sin embargo, jamás lograron deshacerse del hechizo de los shamanes incaicos. Ella falleció y su cuerpo fue sepultado en la alta cumbre de la montaña, él murió poco tiempo después, ahogado en su triste soledad.
Una tarde, el chasqui andalgalá descubrió la tumba de la ñusta aclla impresionado por ver cómo florecía, en pétalos de sangre, la piedra que la cubría.
Rápido salió del estupor y arrancó una de las rosas para ofrendar al rey incaico. El jefe del imperio, aceptando con emoción la flor de la rodocrosita, perdonó a aquellos antiguos amantes furtivos. En adelante, las princesas de Tiahuanaco lucieron con orgullo trozos de la piedra rosa del inca, símbolo de paz, perdón y amor profundo.

#### Chaya y Pujillay
"Cuenta la leyenda que Chaya era una muy bella jovencita indígena, que se enamoró del Príncipe de la tribu: Pujllay, un joven alegre, pícaro y mujeriego que ignoró los requerimientos amorosos de la hermosa joven. Fue así como aquella, al no ser correspondida, se internó en las montañas a llorar sus penas y desventuras amorosas, fue tan alto a llorar que se convirtió en nube. Desde entonces, suele retornar cada año, hacia el mediado del verano, del brazo de la diosa Luna (Quilla), en forma de rocío o fina lluvia.
Sabiéndose culpable de la desaparición de la joven, Pujllay sintió remordimiento y procedió a buscarla por toda la montaña sin éxito.
Tiempo después, enterado el joven del regreso de la joven a la tribu con la luna de febrero, volvió para continuar la búsqueda pero fue inútil. Allí, la gente que festejaba la anhelada cosecha, lo recibía con muecas de alegría; el por su parte, entre la algarabía de los circundantes, prosiguió la búsqueda con desesperación, aunque sin suerte. Derrotado, terminó ahogando en chicha su soledad, hasta que luego, ya muy ebrio, lo sorprendió la muerte. Punto final de un acontecer que se repite todos los años, a mediados de febrero...".
La tradición popular rescató a estos personajes y en sus vocablos se demuestra el sentido de esta fiesta: ch’aya (en quichua, ‘agua de rocío’) es símbolo de la perenne espera de la nube y de la búsqueda ancestral del agua (algo que no abunda en La Rioja y es vital); y pujllay, que significa ‘jugar, alegrarse’, que para estos carnavales vive tres días, hasta que es enterrado el próximo año.

### Espiritualidad y cementerios
Los diaguitas tallaban menhires o monumentos monolíticos verticales, para rendir culto a sus antepasados. Los menhires del noroeste argentino, como otras construcciones similares son itifálicos y se asociaban con cultos estacionales de la fertilidad, estos monumentos ya eran erigidos por la precedente cultura Tafí.
Los diaguitas, mostraban una preocupación en sus entierros por una vida post mortem en la cual el alma tiene un papel primordial. Con la llegada de los incas se trajo la tradición de hacer altares en los cerros más altos del valle, como es el caso del cerro Las Tórtolas (6332 m s. n. m.).
Los entierros diaguitas son la mayor fuente de información sobre esta cultura. Los cuerpos eran colocados en muchas veces dentro urnas funerarias realizadas con cerámica cocida en espacios rectangulares protegidos por cinco piedras lajas en cada costado y en la parte superior. Es habitual encontrar a los cuerpos acompañados de llamas o guanacos sacrificados (signo evidente de la importancia de la ganadería derivada de una previa pastoricia), sus pertenencias, utensilios de cerámicas, metal o hueso, y en casos especiales eran enterrados con sus esposas y con parte de los dedos de otras personas. La deformación craneal era una práctica extendida dentro de la etnia, pero no provocó efectos tan negativos.
Los cuerpos eran colocados flexionados en forma fetal y acostados de forma lateral y en orientación este-oeste, la cabeza estaba en la posición oriental (hacia la naciente del sol) del sepulcro.